# Правый Курундус
Правый Курундус — посёлок в Тогучинском районе Новосибирской области. Входит в состав Вассинского сельсовета.

## География
Площадь посёлка — 18 гектаров.

## Население
| 2002 | 2007 | 2010 |
| ---- | ---- | ---- |
| 34   | ↗46  | ↘22  |

## Инфраструктура
В посёлке по данным на 2007 год отсутствует социальная инфраструктура.